# جيمس هاملتون شيغوغ
جيمس هاميلتون شيغوغ (بالإنجليزية: James Hamilton Shegogue)‏ (22 فبراير 1806 - 7 أبريل 1872)  كان رسامًا أمريكيًا. وُصف بأنه «رجل ذو تعليم غير عادي، ولغوي ماهر، ومستكشف علمي» من قبل أحد المعاصرين.

## عن حياته
ولد شيغوغ في تشارلستون، ساوث كارولينا، وكان من أصل فرنسي؛  لا يُعرف الكثير عن تدريبه، قيل إنه سافر إلى أوروبا ودرس هناك في سنواته الأولى. حوالي عام 1833، عرض لوحة تحمل عنوان «قبعة القش القديمة»، والتي لم يتم تحديد موقعها حاليًا، في الأكاديمية الأمريكية للفنون الجميلة؛ كانت هذه هي القطعة الأولى التي أظهرها علانية. كان من بين الفنانين الذين جذب انتباههم جون ترمبل.  في عام 1839 تم إدراج اسمه في سجل الطلاب في الأكاديمية الوطنية للتصميم، وقد اكتسب شهرة بالفعل كفنان من قبل التحاقه بالأكاديمية أصلاً. 

## أعماله
شارك شيغوغ في إبراز الحياة الفنية لمدينة نيويورك، وسجل بعضوية في نادي Old Sketch، و Artists Sketch Club، و Century Association.  كان غزير الإنتاج خاصة في رسم البورتريهات،  لكنه أنتج لوحات لقصص تاريخية، ومناظر الطبيعية أيضًا. أصبح عضوًا في الأكاديمية الوطنية، وعمل لاحقًا سكرتيراً فيها، من عام 1849 إلى عام 1852. ولاقى نجاحاً كبيراً، وحصل على قدر كبير من المال خلال حياته المهنية.  متعب من حياة المدينة، في عام 1862 انتقل إلى وارنفيل، كونيتيكت، حيث توفي؛ استمر بالرسم حتى أسابيع قليلة قبل وفاته. 

## التراث
توجد لوحتا بورتريه لشيغوغ في مجموعة الأكاديمية الوطنية، إحداهما صورة ذاتية «بورتريه شخصي» والأخرى لوحة لجيمس ديفيد سمايلي. يشار إلى أنه تم عرض اللوحات في معرض الأكاديمية السنوي في عام 1844، ما يدل على أنه تم رسمها للاحتفال بترقيته إلى العضوية الكاملة.  تعود ملكية لوحة «ثلاثة ألوان مائية» إلى المتحف الوطني للفنون،  ولوحة زيتية أخرى في مجموعة متحف موريس للفنون في أوغستا، جورجيا. صورة ديفي كروكيت موجودة في المعرض الوطني للصور في واشنطن العاصمة. أما القطع الأخرى فهي مملوكة لمدينة نيويورك والجمعية التاريخية في نيويورك ومتحف بروكلين.  